# Søren Thorborg
Søren Frederik Thorborg (Barrit, 1889. március 10. – Gilleleje, 1978. július 31.) olimpiai ezüstérmes dán tornász.
Az 1912. évi nyári olimpiai játékokon indult tornában és a svéd rendszerű csapat összetettben ezüstérmes lett.
Klubcsapata a Skytterforeningernes Hold volt.